# Isofluran
Isoflurane, được bán dưới tên thương mại Forane cùng với một số các tên khác, là một thuốc gây mê toàn thân. Chúng có thể được sử dụng để bắt đầu hoặc duy trì gây mê. Thường thì một loại thuốc khác được sử dụng để bắt đầu gây mê do isoflurane gây kích ứng đường hô hấp. Thuốc được đưa vào cơ thể qua đường hít.
Các tác dụng phụ bao gồm giảm khả năng thở (suy hô hấp), huyết áp thấp và nhịp tim không đều. Tác dụng phụ nghiêm trọng có thể bao gồm tăng thân nhiệt ác tính và kali máu cao. Chúng không nên được sử dụng ở những người có tiền sử tăng thân nhiệt ác tính ở cả bản thân hoặc người thân trong gia đình. Ta vẫn không biết nếu sử dụng trong khi mang thai là an toàn cho em bé hay không, nhưng sử dụng trong một số trường hợp mổ lấy thai dường như là an toàn. Isoflurane thuộc họ thuốc ete được halogen hóa.
Isoflurane đã được phê duyệt để sử dụng y tế tại Hoa Kỳ vào năm 1979. Nó nằm trong danh sách các thuốc thiết yếu của Tổ chức Y tế Thế giới, tức là nhóm các loại thuốc hiệu quả và an toàn nhất cần thiết trong một hệ thống y tế. Chi phí bán buôn ở các nước đang phát triển là khoảng 17,24 - 170,40 USD/chai 250 ml.

## Sử dụng y tế
Isoflurane luôn được sử dụng kết hợp với không khí và/hoặc oxy tinh khiết. Nitơ oxit cũng có thể được sử dụng. Mặc dù tính chất vật lý của isoflurane cho thấy rằng khả năng gây mê có thể nhanh hơn so với halothane, hoạt lực của chúng có thể làm co đường hô hấp, làm mất bất kỳ lợi thế có thể có được từ các tính chất vật lý của nó. Chúng thường được sử dụng để duy trì một trạng thái gây mê toàn thân đã được gây ra với một loại thuốc khác, chẳng hạn như bởi thiopentone hoặc propofol.